# Jean Baseilhac
Jean Baseilhac, dit frère Côme (ou Cosme) est un chirurgien et lithotomiste français, né en 1703 à Pouyastruc près de Tarbes et mort en 1781.

## Biographie
Il vint exercer à Paris et fut attaché à l'Hôtel-Dieu. Il jouissait déjà d'une grande réputation quand il prit l'habit chez les Feuillants en 1729. C'est là qu'il reçut le nom de frère Jean de Saint-Côme, saint Côme étant le patron des chirurgiens.
Il fonda à ses frais à Paris un hospice pour les pauvres où il exerçait en personne.
En 1767, par ses sollicitations auprès du contrôleur général Bertin, Jean Baseilhac, convaincu de l’utilité des cours qu’elle dispensait, fit obtenir un brevet à la célèbre accoucheuse Angélique du Coudray.
Il est l'ancêtre du président du Tribunal du Commerce de Tarbes Jean Baseuilhac.

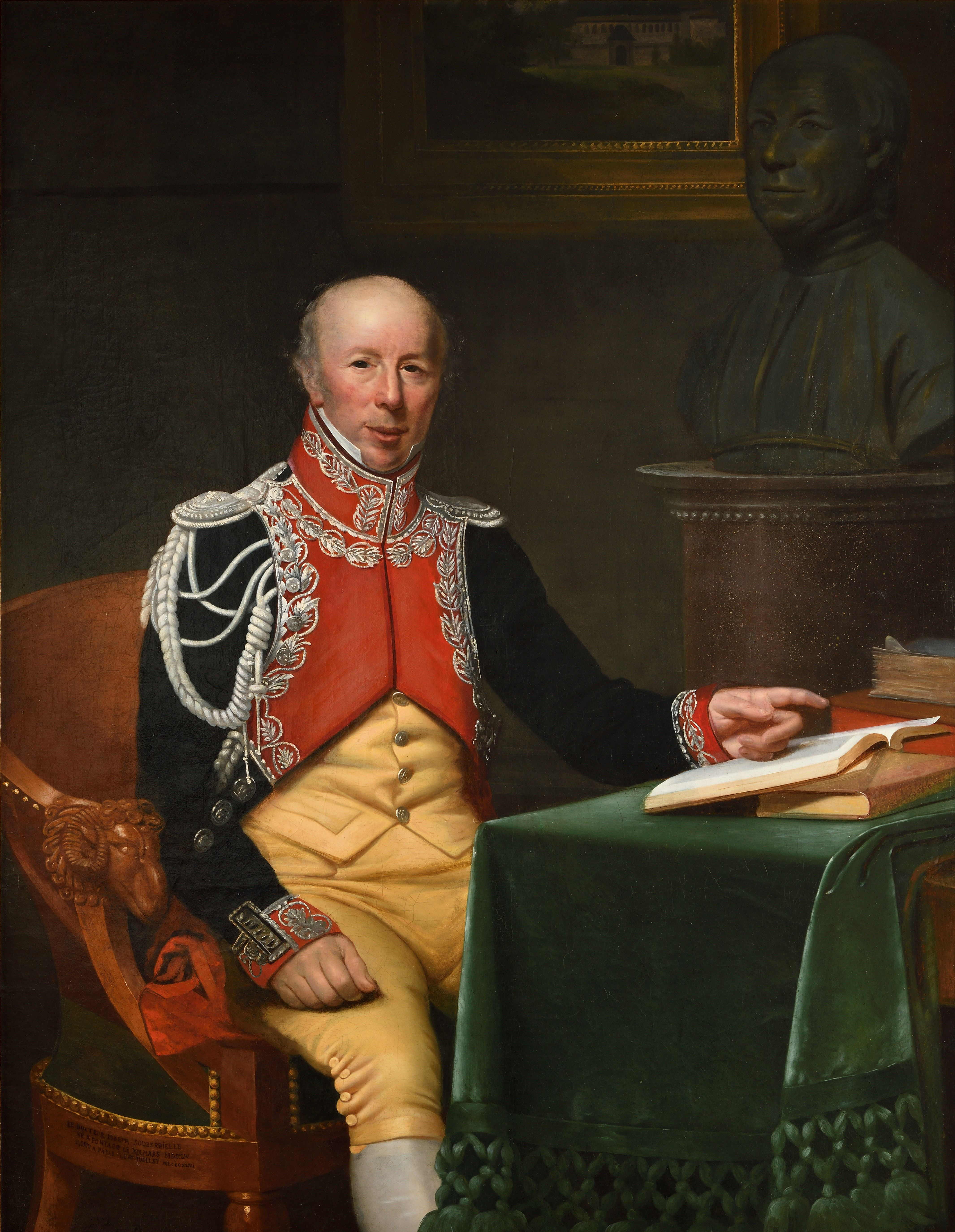
Adèle Romany, Portrait de Joseph Souberbielle, en tenue de chirurgien major de la Gendarmerie impériale, 1814. En arrière-plan, le buste de son oncle, Jean Baseilhac.

## Travaux
Jean Baseilhac est l'inventeur, entre autres instruments, du lithotome , dont le fonctionnement limitait les inconvénients et les dangers des méthodes antérieures - notamment celle de Jacques de Beaulieu (1651-1714).
Une polémique l'opposa au célèbre chirurgien Claude-Nicolas Le Cat à propos de sa pratique du lithotome caché (Parallèle de la taille latérale avec celle du lithotome caché, publié par Le Cat en 1766 à Amsterdam sous le pseudonyme A.-P. Nahuys)

## Publications
- Méthode d'extraire la pierre de la vessie urinaire par-dessus le pubis (…), Paris, d'Houry, 1779. Avec figures en taille-douce. Lire en ligne.

## Notoriété
La figure de frère Cosme apparaît plusieurs fois chez Diderot, notamment dans Jacques le fataliste où le Maître lui attribue une opération de la taille réussie et dans sa lettre à Sophie Volland du 1er décembre 1765.